# Cenophengus guerrerensis
Cenophengus guerrerensis is een keversoort uit de familie Phengodidae. De wetenschappelijke naam van de soort is voor het eerst geldig gepubliceerd in 1991 door Zaragoza.